# Карл Франц Александер Йохан Вилхелм фон Неселроде-Ересхофен
Карл Франц Александер Йохан Вилхелм фон Неселроде-Ересхофен (на немски: Karl Franz Alexander Johann Wilhelm Graf von Nesselrode zu Ereshoven; * 4 април/ 24 април 1752 във Вестфалия; † 31 март 1822 в Мюнстер) е граф на Неселроде-Ересхофен от древния род Неселроде, господар на Ересхофен в Северен Рейн-Вестфалия, пруски генерал-майор, амтман на Бланкенбург и рицар на „Ордена Св. Йозеф“.
Той е син на канцлера на Херцогство Юлих-Берг граф Карл Франц фон Неселроде-Ересхофен (1713 – 1798) и съпругата му фрайин Анна фон Лое (1721 – 1794), дъщеря на фрайхер Йохан Адолф Йозеф Александер фон Лое, господар на Висен (1687 – 1743) и фрайин Мария Катарина Анна Мартина фон Вахтендонк (1699 – 1739). Брат е на Франц Карл (1754 – 1816).
Карл Франц Александер Йохан Вилхелм фон Неселроде-Ересхофен започва през 1770 г. австрийска служба и става майор през 1795 г. Като такъв той участва 1795/97 г. в Първата и 1799/1801 г. във Войната на втората коалиция. През 1807 г. той става комисар в новообразуваното Херцогство Берг. Там той се идига 1811 г. на полковник и участва в Руския поход 1812 г.. На 14 април 1815 г. той започва пруска служба и става полковник-лейтенант и командир на кавалерия. На 26 юни 1815 г. той става полковник. На 8 юли 1819 г. той трябва да води инспекцията на защитата на Мюнстер, става командир на бригада на 22 февруари 1820 г. На 30 март 1821 г. е повишен на генерал-майор.
Карл Франц Александер Йохан Вилхелм фон Неселроде-Ересхофен фон Неселроде-Ересхофен умира на 69 години na 31 март 1822 г. в Мюнстер.

## Фамилия
Карл Франц Александер Йохан Вилхелм фон Неселроде-Ересхофен се жени на 1 октомври 1781 г. за графиня Йозефа фон Хатцфелд-Вилденбург (* 26 декември 1761; † 1816), дъщеря на граф Карл Фердинанд фон Хатцфелд (1712 – 1766) и фрайин Мария Анна Елизабет фон Фенинген (1719 – 1794). Те имат 10 деца:
- Мариана/Мария Анна Александрина Шарлота (* 27 септември 1782), манастирска дама в Клеве
- Франц Бертрам (* 1 декември 1783; † 7 декември 1847), женен на 16 ноември 1816 г. за Мария Луиза фон Ханкследен (* 2 април 1799; † 1851); имат 6 деца
- Карл Фридри Йозеф (* 10 януари 1786; † юли 1868), руски генерал-лейтенант, женен за Текла фон Горска (* 1793; † 18 април 1851); имат дъщеря
- Каролина Августа (* 17 юни 1787; † 8 февруари 1846, Вресторф), омъжена I. на 31 октомври 1802 г. за граф Йохан Вилхелм Карл Франц цу Неселроде-Райхенщайн (* 5 юли 1778; † февруари 1822), II. 1804 г. за Густав фон Мюлер
- София Каролина (* 4 ноември 1788)
- Вилхелм Франц Карл (* 23 август 1789; † 3 септември 1789)
- Франц Вилхелм (* ок. 1791; † 1812, в Русия)
- Карл (1795 – 1795)
- Изабела Каролина Вилхелмина (* 8 октомври 1798; † 1 февруари 1876), омъжена на 5 май 1819 г. за граф Фердинанд Лудвиг Йозеф Антон фон Хомпеш-Болхайм († 24 юни 1831), английски генерал
- Рудолф Карл Готфрид (* 21 март 1799), к. и. к. офицер